# 오정도서관
오정도서관은 경기도 부천시 오정구에 있는 도서관이다. 오정구청 1층·2층·지하 1층에 갖추어져 있다. 만화(특화 부문) 자료실이 이 도서관 2층에 갖추어져 있다.
2023년 9월 초순에 일반동 복구 및 오정 어울마당 재조정으로 이 도서관 지하 1층에 있는 학습실과 휴게실이 운영을 끝냈다.

## 연혁
- 2017년 4월 29일 오정도서관 개관(부천시 성오로 172, 오정 어울마당 지하1-지상2층)

## 시설 현황
- 2층 : 아동실ㆍ유아실ㆍ수유실ㆍ만화 아지트ㆍ오정 보건소 사무실ㆍ뜨락ㆍ문화 강좌실
- 1층 : 종합 자료실ㆍ전자 정보실ㆍ잡지 하우스ㆍ사색마실(동아리실)ㆍ방풍실ㆍ사무실ㆍ다락(열람 공간)
- 지하 1층 : 보존 서고

## 이용 안내
이용 시간
- 종합 자료실: 평일 09:00~22:00 / 토·일요일 09:00~17:00
- 아동 자료실, 전자 정보실: 평일 09:00~18:00
- 열람실: 매일 07:00~22:00

휴관일
- 매주 금요일
- 일요일을 제외한 법정 공휴일(단, 일요일이 다른 법정공휴일과 겹치는 경우에는 휴관)